# Wilhelm Killing
Wilhelm Killing (alemany: Wilhelm Karl Joseph Killing)  (Burbach, 10 de maig de 1847 - Münster, 11 de febrer de 1923) va ser un matemàtic alemany.

## Vida i Obra
Killing va iniciar els seus estudis universitaris a la universitat de Münster on va quedar totalment decebut pel poc interès que hi havia per les matemàtiques. Després de dos anys a Münster, va ingressar el 1867 a la universitat de Berlín en la qual va ser deixeble de Weierstrass, obtenint el doctorat el 1872. Els anys següents va donar classes a diferents instituts de Berlín i de Brilon (Westfàlia), fins que el 1882 va ser nomenat professor de matemàtiques de l'escola catòlica Hosianum de Braunsberg (actual Braniewo, Polònia), on va tenir un dels seus períodes més productius.
El 1892 va ser escollit catedràtic de la universitat de Münster, en la qual es va retirar el 1919. Va ser rector d'aquesta universitat en 1897-1898.
Killing va començar els seus treballs de recerca estudiant les geometries no euclidianes, publicant dos articles (1878 i 1880) en els que defensava l'existència de tres geometries no euclidianes de curvatura constant: la de Lobatxevski, la de Riemann i la de Klein. La conseqüència d'aquests treballs sobre els fonaments de la geometria, va ser que el van conduir a l'estudi estructural dels grups de Lie i a l'anàlisi de les àlgebres de Lie amb la intenció de descobrir totes les possibles estructures dels grups finits reals, sense haver conegut l'obra de Lie.

### Principals obres publicades
- 1880 Grundbegriffe und Grundsitze der Geometrie (Conceptes bàsics i principis de la geometria)
- 1884 Erweiterung des Raumbegriffes (Ampliació del concepte d'espai)
- 1885 Die nicht-euklidischen Raumformen in analytischer Behandlung (Tractament analític de les formes especials no euclidianes)
- 1893 Einführung in die grundlagen der geometrie (Introducció als fonaments de la geometria)
- 1900 Lehrbuch der analytischen Geometrie in homogenen Koordinaten (Geometria analítica en coordenades homogènies)